# Домброва-Гурнича (станция)
Домброва-Гурнича  (пол. Dąbrowa Górnicza) —  железнодорожная станция в городе Домброва-Гурнича, в Силезском воеводстве Польши. Вокзал расположен в центре города, на улице Колеёва, 3, в непосредственной близости от важных точек города: Дворца культуры Заглембе (550 м), торгового центра «Погорья» (600 м), Живой фабрики (400 м). Он был построен в девятнадцатом веке как сквозная станция Варшавско-Венской железной дороги. Это главный вокзал города, обеспечивающий прямое железнодорожное сообщение с Варшавой, Белостоком, Ченстоховой и Бельско-Бялой. Из него отправляются поезда почти всех категорий, в том числе Twoje Linie Kolejowe, PKP Intercity, Express InterCity, а также региональные поезда Koleje Śląskie. Это важный транспортный узел, соединяющий Домброва-Гурнича с другими городами Верхнесилезской агломерации и метрополией.
Станция построена в 1859 году, когда эта территория была в составе Царства Польского.

## Инфраструктура
Здание вокзала, построенное в 1888 году, было основательно модернизировано в рамках завершенных в 2023 году работ, в объем которых вошли новые фундаменты, перекрытия и стропильные фермы. Здание обзавелось современными интерьерами, включающими зал с кондиционерами, билетные кассы, зал ожидания, туалеты и место для опекуна с ребенком.
Станция имеет две платформы, которые приспособлены для обслуживания инвалидов: лифты и пандусы для инвалидных колясок. Платформы оборудованы укрытиями, скамейками и электронными информационными табло. Платформы соединены подземным переходом, соединяющим их со зданием вокзала. Переезд одновременно соединяет обе стороны пути, соединяя инфраструктуру с обеих сторон. В 2023 году вокруг станции были построены пересадочный центр и автостоянки на 375 парковочных мест с обеих сторон, как часть инфраструктуры Park and Ride На станции есть велобоксы (20 крытых мест) и стоянки (30 некрытых мест). Рядом есть станция Metroroweru, а их несколько по всему городу. К станции также ведут велосипедные дорожки.

## Транспортные связи
Непосредственно у вокзала находится транспортный узел: четырёхпозиционная автобусная остановка Домброва-Гурнича Вокзал PKP, обслуживающая 9 городских и одну метропольную линию, обеспечивающие соединения с центром города, другими районами Домбровы-Гурничей и соседними городами, парковка P+R, парковка B+R; стоянка такси, парковочные места K+R; станция системы метропольного велосипеда Метровелосипед № 27768; На расстоянии 100 м на северной стороне станции находятся остановки Домброва Гурнича Лимановского, а на расстоянии 700 м от станции на южной стороне находится главный транспортный узел города Домброва Гурнича Центр, обслуживающий 27 автобусных линий и 3 трамвайные линии общественного метропольного транспорта, а также частные линии.